# Maoba (socken i Kina, Sichuan)
Maoba (kinesiska: 毛坝镇, 毛坝) är en socken i Kina. Den ligger i provinsen Sichuan, i den sydvästra delen av landet, omkring 370 kilometer öster om provinshuvudstaden Chengdu. Antalet invånare är 21 070. Befolkningen består av 10 167 kvinnor och 10 903 män. Barn under 15 år utgör 20,0 %, vuxna 15-64 år 69 %, och äldre över 65 år 9,0 %.
Genomsnittlig årsnederbörd är 1 660 millimeter. Den regnigaste månaden är september, med i genomsnitt 325 mm nederbörd, och den torraste är december, med 10 mm nederbörd.